# Gianni Russo
Gianni Vito Russo (Nova Iorque, 12 de dezembro de 1943) é um ator e cantor estadunidense. Ele é mais conhecido por seu papel como Carlo Rizzi no filme de 1972 The Godfather.

## Biografia
Russo nasceu em Manhattan, criado em Little Italy. Depois de reprisar o personagem Rizzi em uma cena de flashback no final de The Godfather Part II, Russo passou a atuar em mais de 46 filmes, incluindo Goodnight, My Love (1972), Lepke (1975, como Albert Anastasia), Laserblast (1978), Chances Are (1989), The Freshman (1990), Side Out (1990), Another You (1991), Super Mario Bros (1993), Any Given Sunday (1999) e Seabiscuit (2003). 
Russo alega que iniciou uma carreira incipiente no crime organizado, trabalhando como menino de recados e colaborador da máfia de Frank Costello quando adolescente, mas depois abandonou o estilo de vida perigoso e volátil do crime organizado. 
Ao longo dos anos desde o início de sua carreira, Russo possuía um restaurante em Las Vegas chamado State Street, de Gianni Russo (fechado em 1988), e derrotou 23 acusações criminais federais em várias acusações decorrentes de supostas associações do crime organizado. 
Em 1988, Russo matou um homem dentro do clube e cassino de Las Vegas que possuía. Quando tentou intervir para impedir um membro do cartel de drogas de Medellín de assediar uma patrona, o homem o esfaqueou com uma garrafa de champanhe quebrada. Russo, dono de uma transportadora legal, puxou sua arma e atirou duas vezes na cabeça. Russo não foi acusado do assassinato porque foi considerado em legítima defesa. No entanto, quando Pablo Escobar ouviu sobre a morte, ele ordenou a morte de Russo. O traficante colombiano supostamente só cancelou quando descobriu que Russo havia estrelado um de seus filmes favoritos O Poderoso Chefão.
Russo também é cantor. Em 2004, ele lançou um CD chamado Reflections, que homenageia Dean Martin e Frank Sinatra.
Russo é dono de uma marca de vinhos, Gianni Russo Wines, que estreou em 2009.
Em 2019, ele publicou seu livro de memórias, Hollywood Godfather: Minha Vida nos Filmes e a Máfia. De acordo com seu livro de memórias, ele era amigo e tinha um relacionamento com Marilyn Monroe. Na mesma biografia, ele próprio relata que durante as filmagens de The Godfather, Marlon Brando tentou fazer Francis Ford Coppola desistir de manter Russo, uma vez que ele não tinha nenhum currículo e o seu papel tinha grande influência na história, mas Russo agarrou Brando, colocou-o contra a parede e o ameaçou, conseguindo assim a aceitação de Brando.

## Filmografia
| Filme | Filme                      | Filme                              | Filme |
| Ano   | Título                     | Função                             | Notas |
| ----- | -------------------------- | ---------------------------------- | ----- |
| 1972  | O padrinho                 | Carlo Rizzi                        |       |
| 1974  | O padrinho parte II        | Carlo Rizzi                        |       |
| 1975  | Grosseria                  |                                    |       |
| 1975  | Lepke                      | Albert Anastasia                   |       |
| 1975  | Os quatro duques           | Chip Morono - o 'Deuce of Clubs'   |       |
| 1978  | Laserblast                 | Tony Craig                         |       |
| 1979  | Mortes de inverno          | Co-piloto                          |       |
| 1989  | As chances são             | Anthony Bonino                     |       |
| 1990  | Side Out                   | Dick Sydney                        |       |
| 1990  | The Freshman               | Maitre D 'Gourmet Club             |       |
| 1991  | Fora pela justiça          | Sammy                              |       |
| 1991  | Outro você                 | Carlos                             |       |
| 1992  | Fique ligado               | Guido                              |       |
| 1993  | Super Mario Bros.          | Scapelli                           |       |
| 1996  | Striptease                 | Willy Rojo                         |       |
| 1998  | Círculos                   | Howard Thomas como o pai de Jeremy |       |
| 1999  | Um Domingo Qualquer        | Conselheiro de Christina           |       |
| 2000  | O homem de família         | usuario                            |       |
| 2000  | Corda Art                  | Senador Bob Krause                 |       |
| 2001  | 3000 milhas para Graceland | Guarda dinheiro carrinho           |       |
| 2001  | Homem de Harvard           | Andrew Bandolini                   |       |
| 2001  | Hora do rush 2             | Chefe do Poço Dragão Vermelho      |       |
| 2002  | Dragão Vermelho            | Newsie                             |       |
| 2003  | Seabiscuit                 | Alberto Gianini                    |       |
| 2004  | Depois do por do sol       | Fã Clippers                        |       |
| 2005  | Conheça os mafiosos        | Paulo                              |       |
| 2013  | Enviar sem flores          | Johnny Pisano                      |       |